# Wybory do Parlamentu Europejskiego we Francji w 1999 roku
Wybory do Parlamentu Europejskiego V kadencji we Francji zostały przeprowadzone 13 czerwca 1999.
| Lista wyborcza                                                      | Głosy   | %     | Mandaty |
| ------------------------------------------------------------------- | ------- | ----- | ------- |
| Partia Socjalistyczna (w tym PRG i MDC)                             | 3,9 mln | 21,9% | 22      |
| Zgromadzenie na rzecz Francji oraz Niezależności Europy (w tym MPF) | 2,3 mln | 13,0% | 13      |
| Zgromadzenie na rzecz Republiki i Demokracja Liberalna              | 2,3 mln | 12,8% | 12      |
| Zieloni                                                             | 1,7 mln | 9,7%  | 9       |
| Unia na rzecz Demokracji Francuskiej                                | 1,6 mln | 9,3%  | 9       |
| Francuska Partia Komunistyczna i Komunistyczna Partia Reunionu      | 1,2 mln | 6,8%  | 6       |
| Łowiectwo, Wędkarstwo, Przyroda, Tradycja                           | 1,2 mln | 6,8%  | 6       |
| Front Narodowy                                                      | 1,0 mln | 5,7%  | 5       |
| Walka Robotnicza i Rewolucyjna Liga Komunistyczna                   | 0,9 mln | 5,2%  | 5       |
| Narodowy Ruch Republikański                                         | 0,6 mln | 3,3%  | 0       |
| pozostali                                                           | 1,0 mln | 5,5%  | 0       |
| Razem                                                               |         |       | 87      |